# Longitarsus minusculus
Longitarsus minusculus är en skalbaggsart som först beskrevs av Foudras 1860.  Longitarsus minusculus ingår i släktet Longitarsus, och familjen bladbaggar. Arten har ej påträffats i Sverige.